# Huinya
Huinya (en ruso: Хуйня, significando "mierda") es un álbum musical colaboración entre Leningrad y The Tiger Lillies. La mayoría de las canciones son de The Tiger Lillies traducidas al ruso e interpretadas por Leningrad. El álbum fue grabado en septiembre de 2003, en el estudio Dobrolet en San Petersburgo y lanzado a la venta en el año 2005.
El título puede ser traducido libremente como "mierda". La palabra rusa "huinya" es parte de la jerga vulgar rusa. Se traduce más literalmente como "dickness". Sin embargo, el álbum fue lanzado en Rusia bajo el título "Huinya" (de ahí la "H" en la portada), que resulta un poco menos ofensivo en comparación con el cirílico.

## Listado de temas
1. "Суд" - Sud - (tribunal) – 3:10
2. "Рвота" - Rvota - (Vómito) – 2:43
3. "Хуйня" - Huinya - (Mierda) – 2:05
4. "Водка" - Vodka – 1:06 (Leningrad y The Tiger Lillies)
5. "Убийца" - Ubiyca - (asesino) – 3:56
6. "В ад" - V ad - (En el infierno) – 2:22
7. "Сука" - Suka - (Puta) – 3:13
8. "Псих" - Psikh - ("Psico") – 1:49 (The Tiger Lillies)
9. "Алкаш" - Alkash - (Alco) – 1:48
10. "Твой мир" - Tvoy mir - (Su mundo) – 2:14
11. "Слюни" - Slyuni - (Saliva) – 2:30
12. "В баре" - V bare - (En el bar) – 3:11
13. "Наше шоу" - Nashe shou - (nuestro Show) – 3:18
14. "Алкаш 2" - Alkash 2 - (Alco 2) (bonus track) – 1:48